# Westbrook (Texas)
Westbrook es una ciudad ubicada en el condado de Mitchell en el estado estadounidense de Texas. En el Censo de 2010 tenía una población de 253 habitantes y una densidad poblacional de 231,48 personas por km².

## Geografía
Westbrook se encuentra ubicada en las coordenadas 32°21′26″N 101°0′48″O / 32.35722, -101.01333. Según la Oficina del Censo de los Estados Unidos, Westbrook tiene una superficie total de 1.09 km², de la cual 1.09 km² corresponden a tierra firme y (0%) 0 km² es agua.

## Demografía
Según el censo de 2010, había 253 personas residiendo en Westbrook. La densidad de población era de 231,48 hab./km². De los 253 habitantes, Westbrook estaba compuesto por el 80.24% blancos, el 3.16% eran afroamericanos, el 2.37% eran amerindios, el 0.4% eran asiáticos, el 0% eran isleños del Pacífico, el 12.65% eran de otras razas y el 1.19% pertenecían a dos o más razas. Del total de la población el 31.23% eran hispanos o latinos de cualquier raza.